# Muaro (Sijunjung)
Muaro is een plaats in het bestuurlijke gebied Sijunjung in de provincie West-Sumatra, Indonesië. De plaats telt 12.540 inwoners.
Tussen Muaro (destijds gespeld als Moeara) en Pekanbaru (Pakanbaroe) is in de Tweede Wereldoorlog door Nederlandse en Indonesische dwangarbeiders de Pakanbaroe-spoorweg aangelegd. Deze 220 km lange spoorweg naar de andere kant van Sumatra is nooit gebruikt. De ontberingen en de wrede behandeling door de Japanners heeft ongeveer 82.500 mensenlevens gekost.